# Uvex
UVEX — семейное предприятие, штаб-квартира которого располагается в г. Фюрт на севере Баварии, Германия. Деятельность холдинга связана с изготовлением и продажей средств защиты для производства (uvex safety group), средств защиты для спорта (uvex sports group), отдельно для зимних видов спорта (ALPINA), а также солнцезащитных очков (FILTRAL).
Основатель компании, Филипп М.Винтер родился 3 Мая 1898 года в г. Фюрт им Вальд. Там же он поступил в Гимназию, по окончании которой получил аттестат зрелости. Когда началась I Мировая война, Филипп пошёл на фронт волонтёром. По окончании войны, в 1919 г., он начинает работать коммерческим представителем оптовой фирмы по продаже оптики «A.Lemann» в Испании и Португалии. Основываясь на приобретённом опыте и пойдя на определённый риск, Филипп решает основать собственное дело. В 1926 г. Филипп М. Винтер основывает компанию «Optische Industrie — Anstalt Philipp M.Winter».
Филипп М. Винтер обращает своё внимание на перспективное направление — средства защиты для спорта. Олимпийские игры 1936 г., которые проходили в Германии, дали возможность Филиппу М. Винтеру обеспечить средствами защиты значительное количество спортсменов. Это позволило ему заложить основы перманентной поддержки компаниями-производителями средств защиты элитного профессионального спорта.

## 50-е годы
В 50-х годах сотрудничество с профессиональными спортсменами было продолжено и расширено. Основной акцент был сделан на горнолыжный спорт, а так же на велосипедный спорт и мотогонки.

## 60-е годы
Дальнейшее развитие компании в 60-х годах потребовало ещё большего расширения мощностей для современного производства и складских помещений, для чего дополнительно было приобретено 5000 кв.м. площадей в индустриальной зоне.
1 января 1963 г. Райнер Винтер организовывает сеть розничных магазинов Interoptik по торговле оптикой. «Новый стиль специализированных магазинов по торговле оптикой» выгодно отличался от традиционных магазинов благодаря более совершенной ценовой политике. Райнер Винтер сконцентрировался на двух обширных географических регионах: Северный_Рейн-Вестфалия из-за развитой промышленности и Южной Германии с представительствами в Нюрнберге, Бамберге и Вюрцбурге. Несмотря на значительные экономические успехи, стратегические соображения и необходимость сконцентрироваться на основной стратегии развития компании привели к продаже почти 50 филиалов в 1988 году.

## 70-е годы
27 января 1970 г. Филипп М. Винтер скончался в возрасте 71 года в Фюрте. Основатель компании сумел создать успешно развивающийся бизнес, который и передал в управление своим сыновьям.
Райнер Винтер формирует новый менеджмент компании uvex. Работа новой команды обозначила новый успешный период деятельности компании. В 1970 г. была представлена новая торговая марка ALPINA с целью усилить рыночную долю UVEX в области продаж горнолыжных очков.

## 80-е годы
C начала 70-х годов uvex в тесном сотрудничестве с компанией Midori Anzen создаёт дистрибьюторскую сеть в Японии. В конце 80-х годов благодаря увеличению роли лазерных лучей в области медицины и физики возникает необходимость развивать производство защитных очков для работы в области электронных лазерных технологий. При сотрудничестве с оптической компанией Rupp und Hubrach в 1987 г. было основано новое подразделение, названное LaserVision GmbH, которое специализируется на производстве и продаже средств защиты против лазерного излучения.
В 1992 г. была основана UVEX SAFETY AUSTRALIA PTY LTD. Штат компании составляет 50 человек, а ежегодные продажи защитных очков составляют более 1,5 млн штук в год. Изначально, торговая марка uvex была создана для солнцезащитных очков, но рыночно-ориентированную концепцию удалось реализовать только после приобретения в 1967 г. компании Filtral, GmbH из Ганновера. Развитие Filtral в 70-х и 80-х происходило очень интенсивно. В 1991 г. предприятие стало независимым подразделением, а в 1998 г. с приобретением Sun Planet S.A. компания была переименована в GROUPE FILTRAL-SUN PLANET S.A.R.L.

## Структура UVEX GROUP
Структура UVEX GROUP состоит из следующих подразделений:
|                                                         | UVEX WINTER HOLDING — головная компания                                    |                                                   |                              |
| UVEX SAFETY GROUP GmbH & Co. KG                         | UVEX SPORTS GmbH & Co. KG                                                  | ALPINA INTERNATIONAL Sport + Optik Vertr. Ges.mbH | FILTRAL GmbH & Co. Vertr. KG |
| • UVEX ARBEITSSCHUTZ GMBH (Германия)                    | • UVEX SPORTS GmbH & Co. KG (Германия)                                     |                                                   |                              |
| • UVEX SAFETY Logistics GmbH (Германия)                 | • B-S-A Gesellschaft für Kunststoffverarbeitung und -handel mbH (Германия) |                                                   |                              |
| • UVEX SAFETY Textiles GmbH (Германия)                  | • UVEX AUSTRIA Ges.m.b.H. (sports) (Австрия)                               |                                                   |                              |
| • UVEX ACADEMY (Германия)                               | • UVEX (Schweiz) AG (sports) (Швейцария)                                   |                                                   |                              |
| • LASERVISION GmbH & Co. KG (Германия)                  | • UVEX SPORTS NL B.V. (Niederlande) (Голландия)                            |                                                   |                              |
| • PROFAS GmbH & Co. KG (Германия)                       | • UVEX CR. s.r.o. (Tschechien) (Чехия)                                     |                                                   |                              |
| • UVEX AUSTRIA Ges.m.b.H. (safety)(Австрия)             | • UVEX SPORTS JAPAN CO.,LTD                                                |                                                   |                              |
| • UVEX Arbeitsschutz (Schweiz) AG (Швейцария)           |                                                                            |                                                   |                              |
| • UVEX Safety CZ k.s.(Чехия)                            |                                                                            |                                                   |                              |
| • UVEX HECKEL FRANCE s.a.s. / Heckel Sécurité (Франция) |                                                                            |                                                   |                              |
| • UVEX Safety Hungaria Bt. (Венгрия)                    |                                                                            |                                                   |                              |
| • UVEX ITALIA S.r.L. (Италия)                           |                                                                            |                                                   |                              |
| • UVEX CAGI S.R.L. (Италия)                             |                                                                            |                                                   |                              |
| • UVEX SAFETY Polska sp.z o.o.sp.k. (Польша)            |                                                                            |                                                   |                              |
| • UVEX SPR OOO (ООО «УВЕКС СПР» Россия)                 |                                                                            |                                                   |                              |
| • UVEX Safety SK k.s. (Словакия)                        |                                                                            |                                                   |                              |
| • UVEX Bardejov, spol. S.r.o. (Словакия)                |                                                                            |                                                   |                              |
| • UVEX Safety Scandinavia AB, SwedSafe AB (Швеция)      |                                                                            |                                                   |                              |
| • UVEX (UK) Ltd. (Великобритания)                       |                                                                            |                                                   |                              |
| • UVEX (GUANGZHOU) SAFETY CO. LTD (Китай)               |                                                                            |                                                   |                              |
| • UVEX SAFETY SINGAPORE PTE. LTD. (Сингапур)            |                                                                            |                                                   |                              |
| • UVEX Safety India (Индия)                             |                                                                            |                                                   |                              |
| • LASERVISION USA LLC. (США)                            |                                                                            |                                                   |                              |
| • UVEX Safety Australia Pty. LTD (Австралия)            |                                                                            |                                                   |                              |
| • UVEX Safety New Zealand Ltd.                          |                                                                            |                                                   |                              |
| • UVEX Safety South Africa (Pty.) Ltd. (ЮАР)            |                                                                            |                                                   |                              |